# The Whole World's Goin' Crazy
The Whole World's Goin' Crazy è il quinto album in studio del gruppo rock canadese April Wine, pubblicato nel 1976.

## Tracce
Edizione canadese
1. Gimme Love – 4:00
2. So Bad – 3:26
3. Wings of Love – 4:51
4. We Can Be More than We Are - 3:29
5. Rock n' Roll Woman – 3:44
6. Shotdown – 3:39
7. Like a Lover, Like a Song – 5:12
8. Kick Willy Road – 3:22
9. The Whole World's Goin' Crazy – 2:40

Edizione statunitense
1. Gimme Love
2. Child's Garden
3. Rock n' Roll Woman
4. Wings of Love
5. Marjorie
6. So Bad
7. Shotdown
8. Like a Lover, Like a Song
9. Kick Willy Road
10. The Whole World's Goin' Crazy

## Formazione

### Gruppo
- Myles Goodwin – chitarra, tastiere, voce
- Gary Moffet – chitarra, voce
- Jerry Mercer – percussioni, voce
- Steve Lang – basso

### Ospiti
- Frank Marino – chitarra in So Bad